# Вибори до Сенату США 2022
Вибори до Сенату США відбулись 8 листопада 2022 року, коли було обрано 34 зі 100 сенаторів, які працюватимуть шість років у Конгресі Сполучених Штатів з 3 січня 2023 року до 3 січня 2029 року. Сенатори поділяються на три групи (або класи), терміни повноважень яких розподіляються таким чином, що раз на два роки обираються сенатори однієї з груп. Сенатори третього класу востаннє обиралися 2016 року та знову обрані 2022 року. До 2022 року третій клас складався з 14 демократів та 21 республіканця.
У день виборів відбулись голосування на федеральному та місцевому рівнях, включно з виборами до Палати представників. Переможці виборів складуть 118-й Конгрес США.
З 20 січня 2021 року демократи утримують більшість, оскільки двоє незалежних сенаторів займають ліберальну позицію. Крім того, віцепрезидент Камала Гарріс має право вирішального голосу при виникненні ситуації 50/50.

## Склад Сенату до виборів
| Партії                     | Партії                     |              |           |                 | Усього |  |
| Партії                     | Партії                     | Демократична | Незалежні | Республіканська | Усього |  |
| Вибори (2020)              | Вибори (2020)              | 48           | 2         | 50              | 100    |  |
| Перед виборами             | Перед виборами             | 48           | 2         | 50              | 100    |  |
| Не беруть участь у виборах | Не беруть участь у виборах | 34           | 2         | 29              | 65     |  |
|                            | Клас 1 (2018 → 2024)       | 21           | 2         | 10              | 33     |  |
| Клас 2 (2020 → 2026)       | 13                         | 0            | 19        | 32              |        |  |
|                            |                            |              |           |                 |        |  |
| Беруть участь у виборах    | Беруть участь у виборах    | 14           | 0         | 21              | 35     |  |
|                            | Клас 3 (2016 →2022)        | 14           | 0         | 20              | 34     |  |
| Спец.: клас 2&3            | 1                          | 0            | 1         | 2               |        |  |
|                            |                            |              |           |                 |        |  |
| Вибори 2022 року           |                            |              |           |                 |        |  |
| Чинний не переобирається   | 1                          | -            | 6         | 7               |        |  |
| Чинний переобирається      | 13                         | -            | 15        | 28              |        |  |

На відміну від виборів 2018 року, коли демократам необхідно було захищати 10 місць у штатах, де Дональд Трамп здобув перемогу у 2016 році, сенатори-демократи не займають місць у жодному штаті, який був виграний Трампом у 2020 році. Тим часом Республіканській партії необхідно буде захистити два місця у штатах Вісконсин та Пенсільванія, в яких здобув перемогу Джо Байден.

## Сенатори, які оголосили про звільнення

### Демократична партія
| Штат    | Сенатор     | Прим. |
| ------- | ----------- | ----- |
| Вермонт | Патрік Легі | [ 2 ] |

### Республіканська партія
| Штат              | Сенатор      | Прим. |
| ----------------- | ------------ | ----- |
| Алабама           | Річард Шелбі | [ 3 ] |
| Міссурі           | Рой Блант    | [ 4 ] |
| Огайо             | Роб Портман  | [ 5 ] |
| Оклахома          | Джим Інгоф   | [ 6 ] |
| Пенсільванія      | Пет Тумі     | [ 7 ] |
| Північна Кароліна | Річард Берр  | [ 8 ] |

## Результати
Обрані сенатори складуть присягу 3 січня.
| Штат              | Чинний              | Чинний                 | Чинний             | Статус                                                                        | Основні кандидати |
| Штат              | Сенатор             | Партія                 | Обрано вперше      | Статус                                                                        | Основні кандидати |
| ----------------- | ------------------- | ---------------------- | ------------------ | ----------------------------------------------------------------------------- | --- |
| Алабама           | Річард Шелбі        | Республіканська партія | 1986               | Чинний пішов з посади. Обрано нового сенатора. Республіканці утримали місце.  | - ▌ Кетті Бріт (Республіканська) 66,8 % - ▌ Вілл Бойд (Демократична) 30,9 % |
| Аляска            | Ліза Меркавскі      | Республіканська партія | 2002               | Чинного переобрано.                                                           | - Перший тур: - ▌ Ліза Меркавскі (Республіканська) 43,4 % - ▌ Келлі Тшібака (Республіканська) 42,6 % - ▌ Патріція Чесбро (Демократична) 10.4 % - Другий тур: - ▌ Ліза Меркавскі (Республіканська) 53,7 % - ▌ Келлі Тшібака (Республіканська) 46,3 % |
| Аризона           | Марк Келлі          | Демократична партія    | 2020               | Чинного переобрано.                                                           | - ▌ Марк Келлі (Демократична) 51,4 % - ▌ Блейк Мастерс (Республіканська) 46,5 % |
| Арканзас          | Джон Бузмен         | Республіканська партія | 2010               | Чинного переобрано.                                                           | - ▌ Джон Бузмен (Республіканська) 65,8 % - ▌ Наталі Джеймс (Демократична) 31,0 % |
| Каліфорнія        | Алекс Падія         | Демократична партія    | 2021 (призначений) | Тимчасово призначений, обраний 2022 року.                                     | - ▌ Алекс Падія (Демократична) 61,1 % - ▌ Марк Мевзер (Республіканська) 38,9 % |
| Колорадо          | Майкл Беннет        | Демократична партія    | 2009               | Чинний переобраний.                                                           | - ▌ Майкл Беннет (Демократична) 55,9 % - ▌ Джо О'Ді (Республіканська) 41.3 % |
| Коннектикут       | Річард Блюменталь   | Демократична партія    | 2010               | Чинного переобрано.                                                           | - ▌ Річард Блюменталь (Демократична) 57,5 % - ▌ Леора Леві (Республіканська) 42,5 % |
| Флорида           | Марко Рубіо         | Республіканська партія | 2010               | Чинного переобрано.                                                           | - ▌ Марко Рубіо (Республіканська) 57,7 % - ▌ Вал Демінгс (Демократична) 41,3 % |
| Джорджія          | Рафаель Ворнок      | Демократична партія    | 2021               | Чинного переобрано.                                                           | - Перший тур: - ▌ Рафаель Ворнок (Демократична) 49,4 % - ▌ Гершель Вокер (Республіканська) 48,5 % - Другий тур: - ▌ Рафаель Ворнок (Демократична) 51,4 % - ▌ Гершель Вокер (Республіканська) 48,6 %                                                 |
| Гаваї             | Браян Шац           | Демократична партія    | 2012               | Чинного переобрано.                                                           | - ▌ Браян Шац (Демократична) 71,2 % - ▌ Боб Мак-Дермотт (Республіканська) 26,0 % |
| Айдахо            | Майк Крейпо         | Республіканська партія | 1998               | Чинного переобрано.                                                           | - ▌ Майк Крейпо (Республіканська) 60.7 % - ▌ Девід Рот (Демократична) 28,7 % |
| Іллінойс          | Теммі Дакворт       | Демократична партія    | 2016               | Чинного переобрано.                                                           | - ▌ Теммі Дакворт (Демократична) 56,4 % - ▌ Кеті Селві (Республіканська) 41,9 % |
| Індіана           | Чак Грасслі         | Республіканська партія | 2016               | Чинного переобрано.                                                           | - ▌ Тодд Янг (Республіканська) 58,7 % - ▌ Томас Мак-Дермотт-молодший (Демократична) 37.9 % |
| Айова             | Чак Грасслі         | Республіканська партія | 1980               | Чинного переобрано.                                                           | - ▌ Чак Грасслі (Республіканська) 56,1 % - ▌ Майкл Френкін (Демократична) 43,9 % |
| Канзас            | Джеррі Моран        | Республіканська партія | 2010               | Чинного переобрано.                                                           | - ▌ Джеррі Моран (Республіканська) 60,1 % - ▌ Марк Голланд (Демократична) 36,9 % |
| Кентуккі          | Ренд Пол            | Республіканська партія | 2010               | Чинного переобрано.                                                           | - ▌ Ренд Пол (Республіканська) 61,8 % - ▌ Чарльз Букер (Демократична) 38,2 % |
| Луїзіана          | Джон Кеннеді        | Республіканська партія | 2016               | Чинного переобрано.                                                           | - ▌ Джон Кеннеді (Республіканська) 61,6 % - ▌ Ґері Чемберс (Демократична) 17,9 % - ▌ Люк Міксон (Демократична) 13,2 % |
| Меріленд          | Кріс Ван Голлен     | Демократична партія    | 2016               | Чинного переобрано.                                                           | - ▌ Кріс Ван Голлен (Демократична) 65,8 % - ▌ Кріс Чіффі (Республіканська) 34,2 % |
| Міссурі           | Рой Блант           | Республіканська партія | 2010               | Чинний пішов із посади. Обрано нового сенатора. Республіканці утримали місце. | - ▌ Ерік Шмітт (Республіканська) 55,4 % - ▌ Треді Буш Валентайн (Демократична) 42,2 % |
| Невада            | Кетрін Кортес Масто | Демократична партія    | 2016               | Чинного переобрано.                                                           | - ▌ Кетрін Кортес Масто (Демократична) 48,9 % - ▌ Адам Лексальт (Республіканська) 48,0 % |
| Нью-Гемпшир       | Меґґі Гассен        | Демократична партія    | 2016               | Чинного переобрано.                                                           | - ▌ Меґґі Гассен (Демократична) 53.6 % - ▌ Дональд Болдак (Республіканська) 44.4 % |
| Нью-Йорк          | Чак Шумер           | Демократична партія    | 1998               | Чинного переобрано.                                                           | - ▌ Чак Шумер (Демократична) 56,4 % - ▌ Джо Пініон (Республіканська) 43,2 % |
| Північна Кароліна | Річард Берр         | Республіканська партія | 2004               | Чинний пішов із посади. Обрано нового сенатора. Республіканці утримали місце. | - ▌ Тед Бадд (Республіканська) 50.5 % - ▌ Шері Бізлі (Демократична) 47.3 % |
| Північна Дакота   | Джон Говен          | Республіканська партія | 2010               | Чинного переобрано.                                                           | - ▌ Джон Говен (Республіканська) 56,5 % - ▌ Катріна Крістіарсен (Демократична-ДНЛ партія Північної Дакоти) 25,0 % - ▌ Рік Беккер (незалежний) 18,5 %                                                                                                |
| Огайо             | Роб Портман         | Республіканська партія | 2010               | Чинний звільнився. Обрано нового сенатора. Республіканці утримали місце.      | - ▌ Джеймс Девід Венс (Республіканська) 53,3 % - ▌ Тім Раян (Демократична) 46,7 % |
| Оклахома          | Джеймс Ленкфорд     | Республіканська партія | 2014               | Чинного переобрано.                                                           | - ▌ Джеймс Ленкфорд (Республіканська) 64,3 % - ▌ Медісон Горн (Демократична) 32,1 % |
| Орегон            | Рон Вайден          | Демократична партія    | 1996               | Чинного переобрано.                                                           | - ▌ Рон Вайден (Демократична) 55,9 % - ▌ Джо Рей Піркінс (Республіканська) 41.0 % |
| Пенсильванія      | Пет Тумі            | Республіканська партія | 2010               | Чинний пішов із посади. Обрано нового сенатора. Демократи здобули місце.      | - ▌ Джон Феттерман (Демократична) 51,3 % - ▌ Мехмет Оз (Республіканська) 46,3 % |
| Південна Кароліна | Тім Скотт           | Республіканська партія | 2013               | Чинного переобрано.                                                           | - ▌ Тім Скотт (Республіканська) 62,9 % - ▌ Крісл Меттьюс (Демократична) 37,1 % |
| Південна Дакота   | Джон Тун            | Республіканська партія | 2004               | Чинного переобрано.                                                           | - ▌ Джон Тун (Республіканська) 69,6 % - ▌ Браян Бінґз (Демократична) 26,2 % |
| Юта               | Майк Лі             | Республіканська партія | 2010               | Чинного переобрано.                                                           | - ▌ Майк Лі (Республіканська) 53,1 % - ▌ Еван Мак-Маллін (незалежний) 42,8 % |
| Вермонт           | Патрік Легі         | Демократична партія    | 1974               | Чинний пішов із посади. Обрано нового сенатора. Демократи утримали місце.     | - ▌ Пітер Велч (Демократична) 68.5% - ▌ Геральд Маллой (Республіканська) 28,1 % |
| Вашингтон         | Патті Мюррей        | Демократична партія    | 1992               | Чинного переобрано.                                                           | - ▌ Патті Мюррей (Демократична) 57,3 % - ▌ Тіффані Смайлі (Республіканська) 42,7 % |
| Вісконсин         | Рон Джонсон         | Республіканська партія | 2010               | Чинного переобрано.                                                           | - {▌ Рон Джонсон (Республіканська) 50,5 % - ▌ Мендела Бернс (Демократична) 49,5 % |

## Передвиборча статистика
Новинні ресурси та фізичні особи (пов'язані зі статистикою) публікували прогнози, що стосувались майбутніх виборів. Вони враховували такі чинники як популярність чинного сенатора (якщо він переобирався) та інших кандидатів, і навіть позиції партії лише на рівні штату (відбито Індексом партійного голосування). Прогнозні показники формували рейтинг кожного сенатора, вказуючи на передбачувану перевагу.
Позначення:
- Р — рівність
- НП — невелика перевага
- ДП — достатня перевага
- СП — суттєва, але подоланна перевага
- ОП — величезна перевага

| Алабама           | Р+15  | Річард Шелбі (не обирається) | 64,0% Р              | ОП (Р)                | ОП (Р)                | ОП (Р)                | СП (Р)                |
| Аляска            | Р+9   | Ліза Меркавскі               | 44,4% Р              | ОП (Р)                | ОП (Р)                | ОП (Р)                | СП (Р)                |
| Аризона           | Р+3   | Марк Келлі                   | 51,2% D (спец. 2020) | Р                     | Р                     | Р                     | Р                     |
| Арканзас          | Р+16  | Джон Бузмен                  | 59,8% Р              | ОП (Р)                | ОП (Р)                | ОП (Р)                | ОП (Р)                |
| Каліфорнія        | Д+14  | Алекс Падія                  | Призначений (2021)   | ОП (Д)                | ОП (Д)                | ОП (Д)                | ОП (Д)                |
| Колорадо          | Д+3   | Майкл Беннет                 | 50,0% Д              | ОП (Д)                | ОП (Д)                | СП (Д)                | ДП (Д)                |
| Коннектикут       | Д+7   | Річард Блюменталь            | 63,2% Д              | ОП (Д)                | ОП (Д)                | ОП (Д)                | СП (Д)                |
| Флорида           | Р+3   | Марко Рубіо                  | 52,0% Р              | ДП (Р)                | СП (Р)                | СП (Р)                | ДП (Р)                |
| Джорджія          | Р+3   | Рафаель Ворнок               | 51,0% Д (спец. 2020) | Р                     | Р                     | Р                     | Р                     |
| Гаваї             | Д+15  | Браян Шац                    | 73,6% Д              | ОП (Д)                | ОП (Д)                | ОП (Д)                | ОП (Д)                |
| Айдахо            | Р+19  | Майк Крейпо                  | 66,1% Р              | ОП (Р)                | ОП (Р)                | ОП (Р)                | ОП (Р)                |
| Іллінойс          | Д+7   | Теммі Дакворт                | 54,9% Д              | ОП (Д)                | ОП (Д)                | ОП (Д)                | СП (Д)                |
| Індіана           | Р+11  | Тодд Янг                     | 52,1% Р              | ОП (Р)                | ОП (Р)                | ОП (Р)                | ОП (Р)                |
| Айова             | Р+6   | Чак Грасслі                  | 60,1% Р              | ОП (Р)                | ОП (Р)                | ОП (Р)                | ОП (Р)                |
| Канзас            | Р+11  | Джеррі Моран                 | 62,2% Р              | ОП (Р)                | ОП (Р)                | ОП (Р)                | ОП (Р)                |
| Кентуккі          | Р+16  | Ренд Пол                     | 57,3% Р              | ОП (Р)                | ОП (Р)                | ОП (Р)                | ОП (Р)                |
| Луізіана          | Р+12  | Джон Кеннеді                 | 60,7% Р              | ОП (Р)                | ОП (Р)                | ОП (Р)                | ОП (Р)                |
| Меріленд          | Д+14  | Кріс Ван Голлен              | 60,9% Д              | ОП (Д)                | ОП (Д)                | ОП (Д)                | ОП (Д)                |
| Міссурі           | Р+11  | Рой Блант (не обирається)    | 49,2% Р              | ОП (Р)                | ОП (Р)                | СП (Р)                | ДП (Р)                |
| Невада            | Рав   | Кетрін Кортес-Масто          | 47,1% Д              | Р                     | Р                     | Р                     | Р                     |
| Нью-Гемпшир       | Рав   | Меґґі Гассен                 | 48,0% Д              | ДП (Д)                | НП (Д)                | ДП (Д)                | Р                     |
| Нью-Йорк          | Д+10  | Чак Шумер                    | 70,6% Д              | ОП (Д)                | ОП (Д)                | ОП (Д)                | ОП (Д)                |
| Північна Кароліна | Р+3   | Річард Берр (не обирається)  | 51,1% Р              | Р                     | ДП (Р)                | ДП (Р)                | Р                     |
| Північна Дакота   | Р+20  | Джон Говен                   | 78,5% Р              | ОП (Р)                | ОП (Р)                | ОП (Р)                | ОП (Р)                |
| Огайо             | Р+6   | Роб Портман (не обирається)  | 58,0% Р              | ДП (Р)                | ОП (Р)                | СП (Р)                | ДП (Р)                |
| Оклахома          | Р+20  | Джеймс Ленкфорд              | 67,7% Р              | ОП (Р)                | ОП (Р)                | ОП (Р)                | ОП (Р)                |
| Орегон            | Д+6   | Рон Вайден                   | 56,6% Д              | ОП (Д)                | ОП (Д)                | ОП (Д)                | ОП (Д)                |
| Пенсільванія      | Р+2   | Пет Тумі (не обирається)     | 48,8% Р              | Р                     | НП (Р)                | Р                     | Р                     |
| Південна Кароліна | Р+8   | Тім Скотт                    | 60,6% Р              | ОП (Р)                | ОП (Р)                | ОП (Р)                | ОП (Р)                |
| Південна Дакота   | Р+16  | Джон Тун                     | 71,8% Р              | ОП (Р)                | ОП (Р)                | ОП (Р)                | ОП (Р)                |
| Юта               | Р+13  | Майк Лі                      | 68,2% Р              | ОП (Р)                | ОП (Р)                | ОП (Р)                | ОП (Р)                |
| Вермонт           | Д+15  | Патрік Легі (не обирається)  | 61,3% Д              | ОП (Д)                | ОП (Д)                | ОП (Д)                | ОП (Д)                |
| Вашингтон         | Д+8   | Патті Мюррей                 | 58,8% Д              | ОП (Д)                | ОП (Д)                | ОП (Д)                | СП (Д)                |
| Вісконсин         | Р+2   | Рон Джонсон                  | 50,2% Р              | Р                     | ДП (Р)                | ДП (Р)                | Р                     |
| Разом             | Разом | Разом                        | Разом                | Д — 47 Р — 47 Рав — 6 | Д — 47 Р — 50 Рав — 3 | Д — 47 Р — 49 Рав — 4 | Д — 46 Р — 47 Рав — 7 |

## Нотатки
1. ↑  Двоє незалежних сенаторів, Берні Сандерс та Ангус Кінг входять до Демократичного кокусу з часів обрання сенаторами, що збільшило число членів Демократичної фракції в 117-му Конгресі США до 50 членів. Віцепрезидентка-демократка має вирішальний голос, що дає перевагу демократам у Сенаті.
2. ↑  Входять до Демократичної фракції.
3. ↑  Кірстен Сінема, яка не брала участі у виборах, вийшла з Демократичної партії та стала незалежним політиком у грудні 2022 року. Утім, Сінема виключила можливість входження до Республіканської фракції, і повідомила, що має намір здебільшого голосувати з демократами і зберегти свої повноваження в комітетах[1].
4. ↑  У переліку не вказані кандидати, що здобули менше 10%.